# Arras-en-Lavedan
Arras-en-Lavedan är en kommun i departementet Hautes-Pyrénées i regionen Occitanien i sydvästra Frankrike. Kommunen ligger i kantonen Aucun som tillhör arrondissementet Argelès-Gazost. År 2022 hade Arras-en-Lavedan 494 invånare.

## Befolkningsutveckling
Antalet invånare i kommunen Arras-en-Lavedan
| Referens: INSEE |